# René Laffon
René Laffon, né e 16 août 1847 à Sedan (Ardennes) et mort le 2 septembre 1891 à Sèvres (Seine-et-Oise), est un homme politique français.

## Biographie
Avocat au barreau de Paris, il est secrétaire général de la préfecture de l'Oise en 1877, puis en Seine-et-Oise. Il est ensuite sous-préfet de Meaux, préfet de l'Yonne et préfet de Saône-et-Loire. Il est directeur du personnel du ministère de l'Intérieur en 1886. Il est député de l'Yonne de 1887 à 1891, siégeant au groupe de la Gauche radicale.